# マウント・ラーコム駅
マウント・ラーコム駅（英語：Mt Larcom railway station）はオーストラリアクイーンズランド州マウント・ラーコム ナローズ・ロードにあるクイーンズランド鉄道ノース・コースト線の駅。

## 利用可能な鉄道路線／列車
クイーンズランド鉄道トラベルトレインの停車する列車は下記の通り。また、事前の予約があった時のみ停車。
ブリスベンとケアンズ間の夜行長距離列車スピリット・オブ・クイーンズランド号 …ブリスベン方面 月・火・木・金・土、ケアンズ方面 月・火・水・金・土 停車 
ブリスベンとロングリーチ間の夜行長距離列車スピリット・オブ・ジ・アウトバック号 …ブリスベン方面 火・金、ロングリーチ方面 水・土 停車 
ブリスベンとロックハンプトン間の昼行長距離列車ティルト・トレイン号 …1日1往復 停車 